# Штейнберг Аркадій Якимович
Аркадій Якимович Штейнберг (нар. 28 листопада [11 грудня] 1907, Одеса, Російська імперія — пом. 7 серпня 1984, с. Юмінське, Калінінської області, СРСР) — російський радянський поет, перекладач, художник. Батько художників Едуарда Штейнберга і Боруха Штейнберга.

## Біографія
Народився 1907 року в сім'ї лікаря, організатора охорони здоров'я і публіциста, почесного громадянина (1915) Аківи Петровича Штейнберга та Зінаїди Мойсеївни Штейнберг. Навчався в Одеському реальному училищі св. Павла. У 1921 році з сім'єю переїхав до Москви, де через три року закінчив середню школу. У 1925 році вступив до Вищих художньо-технічних майстерень (ВХУТЕМАС), у 1927 році перевівся до Одеського інституту образотворчих мистецтв, але через рік повернувся до ВХУТЕМАСу. У 1929 році пішов з третього курсу, навчання не відновив.
Член Спілки письменників з 1941 року. Учасник німецько-радянської війни, нагороджений медаллю «За бойові заслуги» (1941) і орденом Вітчизняної війни I ступеня (1944). Двічі репресований, перед війною і в 1944 році, провів в ув'язненні загалом 11 років.
Протягом багатьох років життя і творчість Штейнберга були нерозривно пов'язані з Тарусою, де він оселився перед війною. Після звільнення з табору Штейнберг у відповідності з діючими обмеженнями для колишніх ув'язнених довгий час не мав права жити і бути прописаним у Москві, Ленінграді та столицях союзних республік, тому він оселився в Тарусі (адміністративний центр Таруського району Калузької області Росії). Московську прописку отримав лише через кілька років, але зберігав будинок у Тарусі як літнє житло і майстерню. Наприкінці 1960-х років, після розлучення з Валентиною Алонічевою, був змушений продати свій таруський будинок молодшому синові Борису (Боруху) і надалі купив собі будинок у селі Юмінське Кімрського району, де проводив кожне літо і де помер.
Похований в Москві на 10-й ділянці Кунцевського кладовища.
- Перша дружина (1926—1930) — Елеонора Олександрівна Тактишнікова, натурниця.
  - Син — Ясень (1929-?).
- Друга дружина (1931—1934) — Віра Михайлівна Мухар (1909—1995), художниця, однокурсниця Штейнберга по ВХУТЕМАСу.
- Третя дружина — Валентина Георгіївна Штейнберг (уродж. Алонічева; 1915—1976).
  - Син — Едуард (1937—2012), художник-абстракціоніст, представник «геометричного» напряму
  - Син — Борис (Борух) (1938—2003), художник, автор ассамбляжу, «металевих картин».
- Четверта дружина — Наталія Іванівна Єгорова (уродж. Тимофєєва).

## Творчість
До початку 1930-х рр. зрідка друкував поезії в журналах і газетах, пізніше став перекладачем поезії народів СРСР. Серед робіт в цій галуз — книга віршів класика єврейської поезії на їдиші Ошера Шварцмана, переклад якутської епічної поеми-сказання «Богатир на гнідому коні» і поеми-казки Єміліана Букова «Андрієш».
Був одним з ініціаторів, упорядників і редакторів збірки «Таруські сторінки» (Калуга, 1961), де опублікована перша (і єдина прижиттєва) повноцінна добірка його віршів.
Головні і найбільш відомі роботи в жанрі поетичного перекладу (або поетичного доробку, за висловом самого Штейнберга) — епічна поема Джона Мілтона «Втрачений рай» і книга віршів китайського поета і художника епохи Тан Ван Вея. Окремими виданнями в перекладі Штейнберга виходили книги віршів Нгуен Зу (з в'єтнамської) і Джорджа Топирчану (з румунської), поема «Сказання дуба» Анатолія Гужеля (з молдавської, спільно з Володимиром Бугаєвським), збірка поетів Азербайджану (спільно з Арсенієм Тарковським). Також в числі перекладів творів авторів: з англійської — Вільяма Вордсворта, Самюела Колріджа, Роберта Сауті, Джорджа Байрона, Джона Кітса, Генрі Лонгфелло, Редьярда Кіплінга, Ділана Томаса; з вірменської — Ованеса Туманяна; з корейської — Кім Сісипа; з німецької — Вальтера фон дер Фогельвейде, Фрідріха Гельдерліна, Генріха Гейне, Едуарда Меріке, Готфрида Келлера, Стефана Ґеорге, Берріса фон Мюнхгаузена, Ганса Каросса, Готтфріда Бенна, Йоганнеса-Роберта Бехера, Бертольта Брехта, Ганса-Магнуса Енценсбергера; з македонської — Славка Яневського, Ацо Шопова; з польської — Міколая Бернацького, Адама Асника, Казімежа Пшерва-Тейтмаєра, Луціана Риделя, Тадеуша Міцинського, Юліана Тувіма, Бруно Ясенського, Константи Галчинського; з румунської — Міхая Емінеску, Йона Мінулеску, Демостене Ботеза, Чичероне Теодореску, Еуджена Жебеляну, Іона Брада, Тіберіу Утана; зі словацької — Яна Голого, Янко Єсенського, Івана Краска, Андрія Плавка, Павола Горова; зі словенської — Матея Бора; з української — Миколи Бажана; з французької — Артюра Рембо (у співавторстві з Едуардом Багрицьким); з хорватської — Мирослава Крлежа. Один з найголовніших перекладачів чорногорського поета-комуніста Радулі Стієнського, що став у 1937 році одним з ключових свідків при першому арешті Штейнберга.
Серед учнів у галузі літератури, поезії і перекладу — Людмила Вагуріна, Дмитро Веденяпін, Євген Вітковський, Тетяна Грингольц, Роман Дубровкін, Володимир Летючий, Павло Полян, Ян Пробштейн, Володимир Тихомиров та інші. Живопис і графіка Аркадія Штейнберга вплинула на Бориса Свєшнікова, Валентина Воробйова.

## Публікації
- Стихи // Тарусские страницы. Литературно-художественный сборник — Калуга. 1961. — сс. 217—222
- Вторая дорога: стихотворения, поэмы, графика. Москва; Торонто: Русский импульс; The University of Toronto, 2008
- Рассказ бронебойщика: быль // Дружба народов. — 2015. — № 5. — С. 128—130. — (Поэзия).